# Drève du Renard
Ne doit pas être confondu avec Drève des Renards.
La drève du Renard (en néerlandais : Vosdreef) est une rue bruxelloise de la commune d'Auderghem longeant la forêt de Soignes qui relie la chaussée de Tervueren à l'avenue Cardinal Micara sur une longueur de 280 mètres.

## Historique et description
Historiquement, ce chemin reliait le prieuré du Rouge-Cloître à la route de Woluwe-Saint-Pierre.
En 1730, l’usage du sentier s'intensifia lorsque la chaussée de Bruxelles à Tervuren fut créée. Elle permit d'éviter la boucle du Putdael et la très animée rue du Moulin, ainsi que la vallée de la Woluwe, marécageuse.
Le chemin est répertorié sur la carte de Ferraris (1771) ainsi que dans l’Atlas des Communications de 1843 sous le n° 36 et la dénomination rue du Renard, une des rares rues recevant déjà une appellation francisée.
Le collège n'a jamais fait paver cette voie. En 1910, la construction du boulevard du Souverain rendra cette ancienne voie parallèle obsolète.
Bien que l'urbanisation du quartier commença en 1915, la drève du Renard dut attendre 1949 avant d'être lotie. Des villas furent construites au départ de la chaussée de Tervueren, sur environ 100 mètres. Plus loin, la voie se mue en sentier étroit pour relier l’avenue Micara.
Premier permis de bâtir délivré le 21 mars 1949 pour le n° 8.